# ADH6
ADH6 (англ. Alcohol dehydrogenase 6 (class V)) – білок, який кодується однойменним геном, розташованим у людей на короткому плечі 4-ї хромосоми.  Довжина поліпептидного ланцюга білка становить 368 амінокислот, а молекулярна маса — 39 089.
| 10         |  | 20         |  | 30         |  | 40         |  | 50         |
| ---------- |  | ---------- |  | ---------- |  | ---------- |  | ---------- |
| MCTTGQVIRC |  | KAAILWKPGA |  | PFSIEEVEVA |  | PPKAKEVRIK |  | VVATGLCGTE |
| MKVLGSKHLD |  | LLYPTILGHE |  | GAGIVESIGE |  | GVSTVKPGDK |  | VITLFLPQCG |
| ECTSCLNSEG |  | NFCIQFKQSK |  | TQLMSDGTSR |  | FTCKGKSIYH |  | FGNTSTFCEY |
| TVIKEISVAK |  | IDAVAPLEKV |  | CLISCGFSTG |  | FGAAINTAKV |  | TPGSTCAVFG |
| LGGVGLSVVM |  | GCKAAGAARI |  | IGVDVNKEKF |  | KKAQELGATE |  | CLNPQDLKKP |
| IQEVLFDMTD |  | AGIDFCFEAI |  | GNLDVLAAAL |  | ASCNESYGVC |  | VVVGVLPASV |
| QLKISGQLFF |  | SGRSLKGSVF |  | GGWKSRQHIP |  | KLVADYMAEK |  | LNLDPLITHT |
| LNLDKINEAV |  | ELMKTGKW   |  |            |  |            |  |            |

A: Аланін

C: Цистеїн

D: Аспарагінова кислота

E: Глутамінова кислота

F: Фенілаланін

G: Гліцин

H: Гістидин

I: Ізолейцин

K: Лізин

L: Лейцин

M: Метіонін

N: Аспарагін

P: Пролін

Q: Глутамін

R: Аргінін

S: Серин

T: Треонін

V: Валін

W: Триптофан

Кодований геном білок за функціями належить до оксидоредуктаз, фосфопротеїнів. 
Задіяний у таких біологічних процесах як поліморфізм, альтернативний сплайсинг. 
Білок має сайт для зв'язування з НАД, іонами металів, іоном цинку. 
Локалізований у цитоплазмі.